# Старая Брыкуля
Старая Брыкуля (укр. Стара Брикуля) — село в Микулинецкой поселковой общине Тернопольском районе Тернопольской области Украины.
До 2020 года входило в Теребовлянский район.
Население по переписи 2001 года составляло 442 человека. Почтовый индекс — 48144.